# Pailahueque

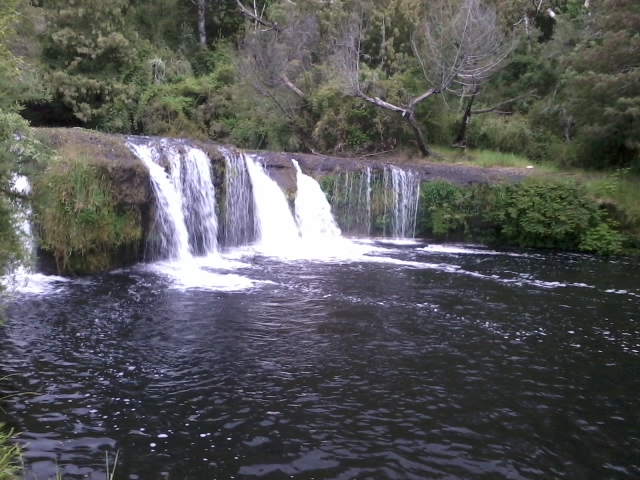
"Salto Dumo", balneario natural de la localidad de Pailahueque.

Pailahueque es una localidad de la comuna de Ercilla, en la Región de La Araucanía (Chile) o antigua provincia de Malleco, VIII Región. Siempre ha sido un pueblo donde sus habitantes se dedicaban a la agricultura. La población nunca ha sobrepasado los 2500 habitantes y por ejemplo en el año 2002 contaba con apenas 1602 personas, tiene  una superficie de 48,2 km².

## Historia
Su nombre según dicen provendría de un cacique que poseía esas tierras. En la tradición cultural del pueblo mapuche nunca las tierras pertenecían a un cacique sino siempre a la comunidad, donde el cacique cumplía un rol social pero nunca jamás era dueño de las tierras. Debemos primero comprender que en la cultura mapuche no existe la propiedad de la tierra porque los seres humanos no pueden poseer algo que existía mucho antes de nosotros y la tierra es llamada Ñuke Mapu o sea madre tierra de la cual somos hijos. Entonces un hijo jamás puede ser dueño de su madre, eso simplemente no tiene lugar en la mentalidad mapuche.
Se estima que alrededor del año 1875, llegaron los primeros colonos de ascendencia inglesa, escocesa, alemana, española, suiza, entre otras. Siendo el pueblo fundado el 25 de febrero de 1879.
El escudo de la localidad fue creado por Juan Arroyo Acuña, pintor autodidacta.
Hacia 1934, Pailahueque ya poseía su estación ferroviaria homónima.  En 1936 llegan a la zona sacerdotes de la congregación mercedarios, los que reciben un terreno, donación de la familia Baeza, dueños del fundo Dumo que anteriormente fueron tierras mapuche. En este terreno emplazan la actual Iglesia Nuestra Señora de la Merced en Pailahueque, originalmente nombrada como "Iglesia Santa Gertrudis.

## Desarrollo económico
Las principales actividades económicas de la localidad están asociadas a la actividad agrícola, forestal y ganadera. En este sentido, pese a que predominan ingresos económicos con capacidad de uso agrícola, la actividad forestal ha tenido un desarrollo significativo en la última década. Durante el verano la principal actividad laboral es la cosecha de fruta, principalmente manzana y arándano.

### Turismo
En cuanto al área turística la localidad cuenta con un río, balneario natural llamado el "Salto de Pailahueque".  También los sectores aledaños al lugar cuentan con senderos que permiten realizar caminatas familiares alrededor del pueblo conociendo sus lagunas, sus paisajes, cerros, bosques nativos y ríos.
Unos de los puntos turísticos y más importantes del sector son los famosos kioscos instalados a un costado de la carretera que ofrecen diferentes productos de la zona (tortillas de rescoldo, quesos, mote con huesillos, harina tostada, huevos, miel, etc.)
- Saltos Nupangue y Dumo:  Se localiza a un kilómetro de Pailahueque. El salto Dumo (puede derivar de mujer en mapudungun que es domo) recibe las aguas del río del mismo nombre.

- Iglesia Nuestra Señora de la Merced en Pailahueque: En el año 1936 llegaron los sacerdotes de la congregación mercedarios, instalándose en los terrenos donados por la familia Baeza, propietaria del fundo Dumo. La iglesia originalmente se llamó Santa Gertudris. Y el primer religioso a cargo fue el padre José María Sanhueza.

Unos de los puntos turísticos y más importantes del sector son los famosos kioscos instalados a un costado de la carretera que ofrecen diferentes productos de la zona (tortillas de rescoldo, quesos, mote con huesillos, harina tostada, huevos, miel, etc).

## Servicios públicos

### Educación
La localidad cuenta con dos escuelas básicas: Escuela San Leonardo y Escuela Salvador Allende F-125) y un retén de Carabineros. También se encuentra la Segunda compañía de Bomberos de la comuna de Ercilla.

### Salud y emergencias
Pailahueque cuenta con un centro de salud de atención primaria CECOF-Pailahueque (entregado e inaugurado el mes de diciembre de 2016) proyecto aprobado por el gobierno regional de la Araucanía. Además posee el Cuartel de Bomberos de la Segunda Compañía Pailahueque en Ercilla.

### Deportes
En el área de deportes cuenta con un estadio sintético construido el año 2013 en el que se realizan actividades recreativas, campeonatos de fútbol y un polideportivo con un adecuado piso para realizar diversos deportes como baloncesto, fútbol sala y voleibol.

### Conexión vial
A las afueras de Pailahueque, a orillas de la carretera panamericana ruta 5 sur, cuenta con un área de descanso en la carretera de norte a sur para los que circulan por la ruta.
La zona poseyó una estación de ferrocarriles homónima, la cual actualmente se encuentra desaparecida y por las vías solo transitan trenes de carga y un servicio de pasajeros que no se detiene. La localidad actualmente está solicitando a las autoridades que el tren nuevamente se detenga en estación, debido a las necesidades de la población.

## Base de Fuerzas Especiales de Carabineros
Desde 2016 en las instalaciones del extinto Liceo Técnico Profesional Pailahueque (IER, ruta 5 sur 598 km) se encuentra el cuartel de Fuerzas especiales N.º 2 de Carabineros de Chile. Tras el inicio de la Administración Piñera se produjo una escalada enviando tropas de estas fuerzas a Colombia para ser entrenado en el Comando Jungla.

### Polémicas de FFEE
Una de estas unidades  del Grupo de Operaciones Policiales Especiales de Carabineros llamada «Grupo de Reacción Táctica», y bautizada por la prensa como «Comando Jungla». Esto hizo crisis cuando Camilo Catrillanca que viajaba junto a un adolescente de 15 años en un tractor, recibió un disparo en la parte posterior inferior de la cabeza generando una gran crisis institucional en Chile.
Desde 2016 tras el establecimiento del cuartes de Fuerzas especiales, se ha visto cerrado el libre acceso al Balnearo "Salto Dumo", el cual antes era posible por el camino que el ex Liceo IER Pailahueque mantenía habilitado.

### Clima
La localidad se caracteriza por tener un clima templado-cálido y muy lluvioso en invierno. Desde hace unos 20 años se ha ido observando el cambio climático y en verano las temperaturas llegan casi a los 40 grados.